# NGC 4528
NGC 4528 је спирална галаксија у сазвежђу Девица која се налази на NGC листи објеката дубоког неба.
Деклинација објекта је + 11° 19' 16" а ректасцензија 12h 34m 6,0s. Привидна величина (магнитуда) објекта NGC 4528 износи 11,9 а фотографска магнитуда 12,9. NGC 4528 је још познат и под ознакама UGC 7722, MCG 2-32-140, CGCG 70-172, VCC 1537, PGC 41781.